# George Washington Dow
George Washington Dow (* 1847 in Trenton, Hancock County, Mount Desert Island, Maine, USA; † 17. März 1919 in Melrose (Massachusetts)) war ein US-amerikanischer Segelschiffskapitän. Er stammte aus einer alten Kapitänsfamilie aus Hancock, Maine, und galt als einer der besten Segelschiffsführer, die der Bundesstaat Maine je hervorgebracht hat.

## Leben
1868 wurde er bereits mit 21 Jahren Schiffsführer für Segelschiffe auf großer Fahrt, damals einer der jüngsten in den Staaten. Er fuhr als Kapitän viele Jahre zwischen der Karibik und der amerikanischen Ostküste (Auswandererschiffe), für diverse amerikanische Reedereien an der Neuenglandküste, hauptsächlich jedoch für die Bostoner Firma J. S. Emery & Co. Er hatte bis zum Jahre 1907 keinerlei größere Probleme auf See und galt bei den Seeleuten als "glücklicher" Kapitän.
1907 übernahm er dann den Siebenmastgaffelschoner Thomas W. Lawson, der damals nach der 1906 gebauten R.C. Rickmers das zweitgrößte Segelschiff der Welt war, auf seiner ersten Transatlantikfahrt. Er reaktivierte sogar seinen früheren ersten Offizier Bent P. Libby für diese Reise, der bereits die Seefahrt quittiert hatte. Das große Schiff ging im Sturm nach schweren Navigationsfehlern und Dows Missachtung der Warnungen des Lotsens nicht zu ankern, bei schlechten Sichtverhältnissen vor Anker liegend,  innerhalb der westlichen Scilly-Inseln verloren. Kapitän George W. Dow und sein Maschinist Edward L. Rowe aus Boston waren nach einer dramatischen Rettungsaktion die einzigen Überlebenden des Desasters.
Bis zum Jahre 1910 fuhr Kapitän Dow noch zu See und setzte sich dann mit 63 Jahren, nach mehr als 45 Jahren auf See, zur Ruhe.

## Von Kapitän Dow befehligte Segelschiffe
- Auburndale (Bark, 1891–1903)
- Colorado (Bark, ungefähr 1889)
- Bark (Schoner)
- Everglades (Schoner), 1868
- Stampede (Dreimastgaffelschoner, 1876)
- Albert L. Butler (Dreimastschoner, ungefähr 1880)
- Thomas W. Lawson (Siebenmastschoner, 1907)